# Mjasnikovskij rajon
Il Mjasnikovskij rajon, in russo Мясниковский район?, è un rajon dell'Oblast' di Rostov, nella Russia europea. Istituito nel 1926, il capoluogo è Čaltyr.